# Arnocrinum preisii
Arnocrinum preisii là một loài thực vật có hoa trong họ Măng tây. Loài này được Lehm. mô tả khoa học đầu tiên năm 1846.